# École-club Migros
 (août 2012).
Si vous disposez d'ouvrages ou d'articles de référence ou si vous connaissez des sites web de qualité traitant du thème abordé ici, merci de compléter l'article en donnant les références utiles à sa vérifiabilité et en les liant à la section « Notes et références ».
L'École-club Migros, en allemand Klubschule Migros, a été fondée par Gottlieb Duttweiler, créateur de la Migros, en 1944 et fait partie depuis lors de la Fédération des coopératives Migros. Elle est la plus grande institution de formation continue pour adultes en Suisse. L'École-club Migros représente 54 centres de formation à travers toute la Suisse, et de nombreuses formations différentes. 
Au 1er janvier 2022, l'ensemble des activités des écoles-clubs est transféré vers une nouvelle entité juridique, Miduca SA. Les écoles étaient alors jusque-là rattachées aux coopératives régionales. La coopérative de Ostschweiz n'est pas concernée. 

## Emplacement
L'École-club est organisée en huit zones géographiques :
- Argovie, Berne et Soleure (Migros Aare)
- Bâle
- Genève
- Vaud
- Neuchatel-Fribourg
- Suisse centrale
- Suisse orientale
- Tessin
- Valais
- Zurich

## Offre de formation
L'offre de cours est pour l'essentiel subdivisée en cinq domaines principaux :
- Culture et créativité
- Informatique et nouveaux médias.
- Langues
- Management et économie
- Mouvement et bien-être
- Démarche qualité

L'École-club détient une certification EduQua.

## Financement
C'est principalement en raison du Pour-cent culturel Migros que l'École-club parvient à financer son activité. Autrement dit, la Fédération des coopératives Migros et les coopératives Migros s'engagent à contribuer financièrement chaque année au Pour-cent culturel. 